# Ballade no 4 de Chopin
Pour un article plus général, voir Ballades de Chopin.

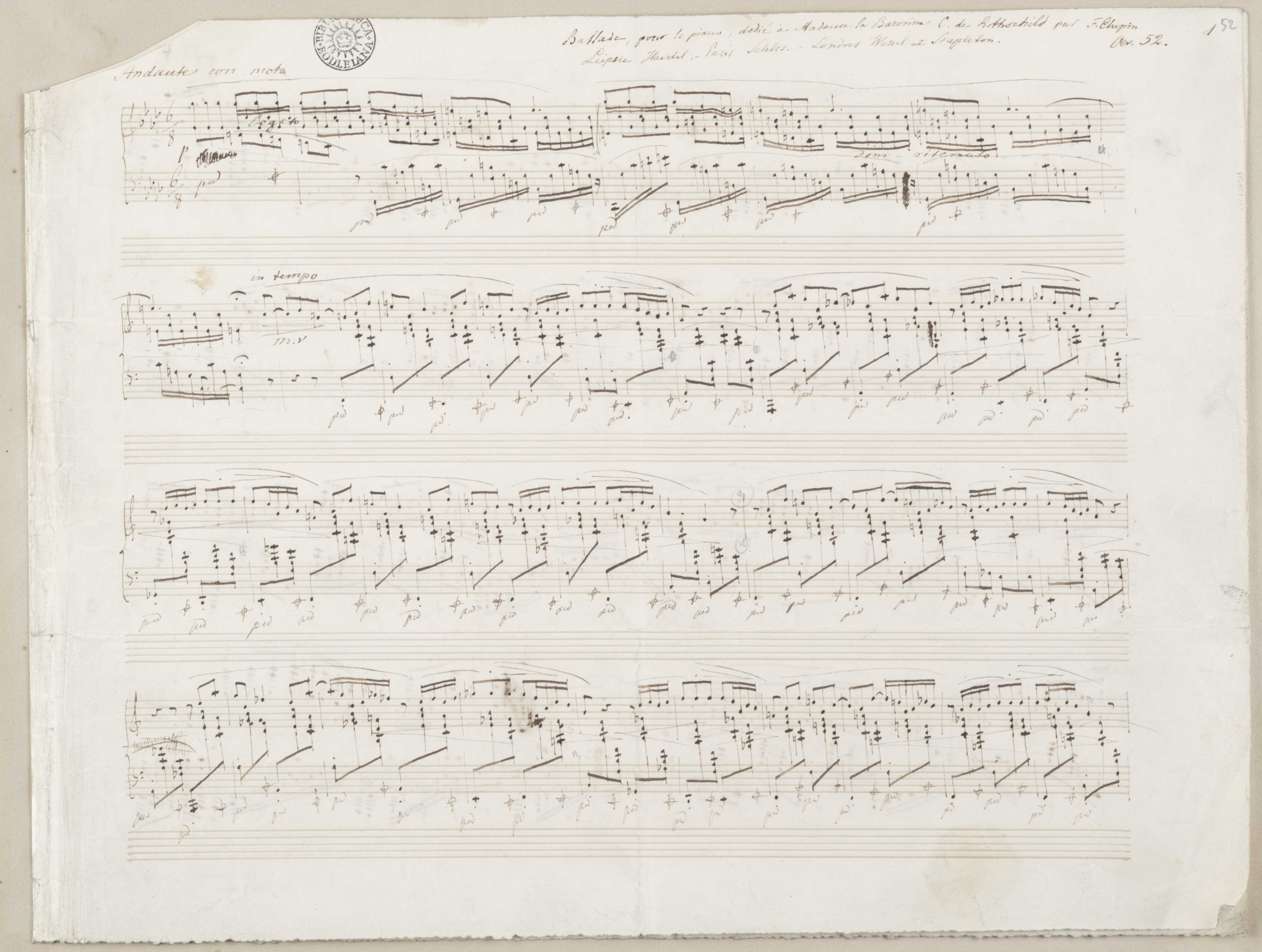
Manuscrit autographe, Bodleian Library, 1842.

La Ballade no 4 en fa mineur, opus 52, est une ballade pour piano solo de Frédéric Chopin, achevée en 1842 à Paris. Elle est généralement considérée comme l'un des chefs-d'œuvre de Chopin et l'un des chefs-d'œuvre de la musique pour piano du XIXe siècle.
Parmi les quatre ballades, elle est considérée par de nombreux pianistes comme la plus difficile, tant sur le plan technique que musical,. C'est aussi la plus longue, puisqu'elle dure environ dix à douze minutes. Selon John Ogdon, c'est « la plus exaltée, la plus intense et la plus sublimement puissante de toutes les compositions de Chopin... Il est incroyable qu'elle ne dure que douze minutes, car elle contient l'expérience d'une vie ».

## Histoire
Les circonstances de la composition sont mal documentées, mais il semble que Chopin ait commencé à composer peu après avoir terminé la Ballade no 3. En décembre 1842, la ballade était terminée et il l'a proposée à la vente à Breitkopf & Härtel, avec la Polonaise héroïque et le quatrième scherzo.
L'œuvre est dédiée à la baronne Rothschild, épouse de Nathaniel de Rothschild, qui avait invité Chopin à jouer dans sa résidence parisienne, où elle l'a présenté à l'aristocratie.
Dans la préface de son édition des ballades de Chopin, Alfred Cortot affirme que cette ballade a été inspirée par le poème d'Adam Mickiewicz, Les Trois Budrys, qui raconte l'histoire de trois frères envoyés par leur père à la recherche de trésors, et l'histoire de leur retour avec trois épouses polonaises.

## Structure

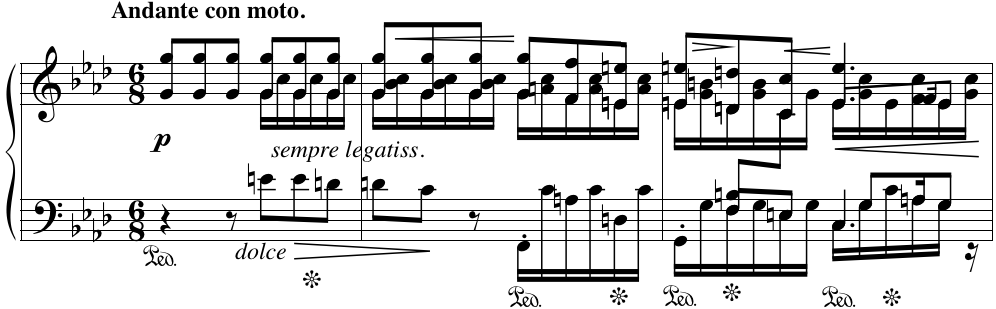
Début de la Ballade No. 4

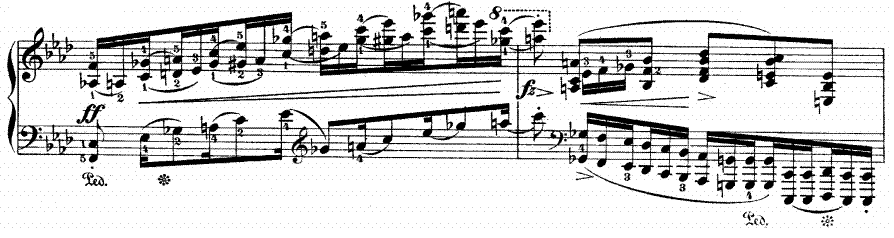
Coda de la Ballade No. 4

Une phrase en dominante majeure (marquée piano) ouvre les sept mesures d'introduction et conduit au premier sujet de l'exposition en forme de sonate, une mélodie à coloration slave. Le premier thème subit quatre transformations cumulatives avec des décorations, des contre-mélodies, du contrepoint et une fioriture de style nocturne. Le développement du second thème et son entrelacement avec le premier accroissent la complexité de la structure musicale et créent une tension. Par l'entrelacement et donc le développement simultané des deux thèmes, Chopin combine efficacement l'utilisation de la forme sonate et de la forme variation. Le corps de la pièce se termine par une série d'accords fortissimo accentués, suivis d'un calme momentané de cinq accords pianissimo. Cela mène soudainement à une coda extrêmement rapide et turbulente, écrite en contrepoint exubérant. La structure de la Ballade n° 4 est résolument complexe,.

## Analyse
Un trait distinctif de la quatrième ballade est sa nature contrepointée. Le contrepoint ne se trouve que sporadiquement dans les Ballades no 1 et 2. La quatrième ballade est musicalement plus subtile que les trois autres, car la plupart de ses parties restent mélancoliques et profondes. Bien qu'il y ait quelques explosions substantielles dans les sections centrales de la musique, la coda révèle son plus grand élan.
Samson fait une analyse musicale minutieuse de la ballade, caractérisant son « ambivalence volontaire ». Samson divise la structure complexe en sections, en commençant par l'introduction en forme de cloche, mesures 1 à 7 : 
la valse lente du premier thème et des variations : thème I en fa mineur, mesures 7 à 22, variation I, mesures 23 à 36, et variation II, mesures 58 à 71. Le deuxième thème, thème II à la sous-dominante de si bémol majeur, mesures 80 à 99, Le deuxième thème pastoral est un croisement entre une barcarolle et un choral. Il est suivi d'un épisode dans lequel la tonalité passe en la bémol majeur. Le retour de l'introduction, dans une tonalité inattendue, est musicalement un moment de grand pathos. Comme l'écrit Samson : « Le voyage entre ce point et la reprise [du thème II] est l'un des passages les plus magiques de Chopin. Les principaux fils du Thème I sont ici isolés et présentés en combinaison contrapuntique ... De plus, l'un de ces brins est progressivement et magnifiquement transformé en un retour discret de l'introduction dans la région éloignée de premier plan de La majeur, une transition rendue possible par les notes répétées communes de l'introduction et du Thème I. C'est le point central de la structure [et] permet à sa reprise de commencer dans la tonalité inattendue de Ré mineur. »,.
Cette nouvelle variation du thème I, la variation III, réalise les« aspirations canoniques » du matériau thématique précédent, révélant son dynamisme et sa texture progressivement contrapuntique et polyphonique. Selon Samson, « le cadre tonal de la reprise s'avère ingénieusement trompeur, exploitant la séquence de tierce mineure intégrée au Thème I pour ramener très rapidement la musique à la tonique. L'élément canonique est ainsi absorbé discrètement dans le flux harmonique du matériau original ». Il existe une quatrième variation du thème I, la variation IV, à la mesure 152. Elle comporte un« traitement cantabile-décoratif de mélodie ornementale exquisément moulée ».